# Mary Hooper
Mary Hooper (Londen, 1944) is een Engelse schrijfster die bekend is vanwege haar (historische) fictie voor kinderen en jongvolwassenen. Ze heeft in deze categorie enkele tientallen titels gepubliceerd en ze staat bekend om de accurate weergave van de historische omgeving van haar romans.

## Biografie
Hooper werd in 1944 geboren in Barnes in zuidwest Londen. Naar verluidt heeft ze haar school in eerste instantie niet afgemaakt en enige tijd als secretaresse gewerkt. Later studeerde ze alsnog af in Engels aan de universiteit van Reading. Ze begon haar schrijverscarrière met korte verhalen en op het gebied van romans debuteerde ze in 1978 met Jodie. Naar eigen zeggen begon ze met het schrijven van historische fictie nadat het meeste dat een meisje van 15 (haar favoriete hoofdpersoon) kan overkomen, de revue had gepasseerd. Veel van haar romans spelen in het Engeland van de tweede helft van de zeventiende eeuw. Hooper is getrouwd en woont in Henley-on-Thames in Oxfordshire.